# تالوگا (اکلاهما)
تالوگا(به انگلیسی: Taloga) شهری در ایالت اکلاهما کشور ایالات متحده آمریکا است که جمعیت آن در سرشماری سال ۲۰۱۰ میلادی، ۲۹۹ نفر بوده‌است.